# Ramophialophora vesiculosa
Ramophialophora vesiculosa är en svampart som beskrevs av M. Calduch, Stchigel, Gené & Guarro 2004. Ramophialophora vesiculosa ingår i släktet Ramophialophora, ordningen Sordariales, klassen Sordariomycetes, divisionen sporsäcksvampar och riket svampar.   Inga underarter finns listade i Catalogue of Life.